# 岐阜県道348号山之上古井線

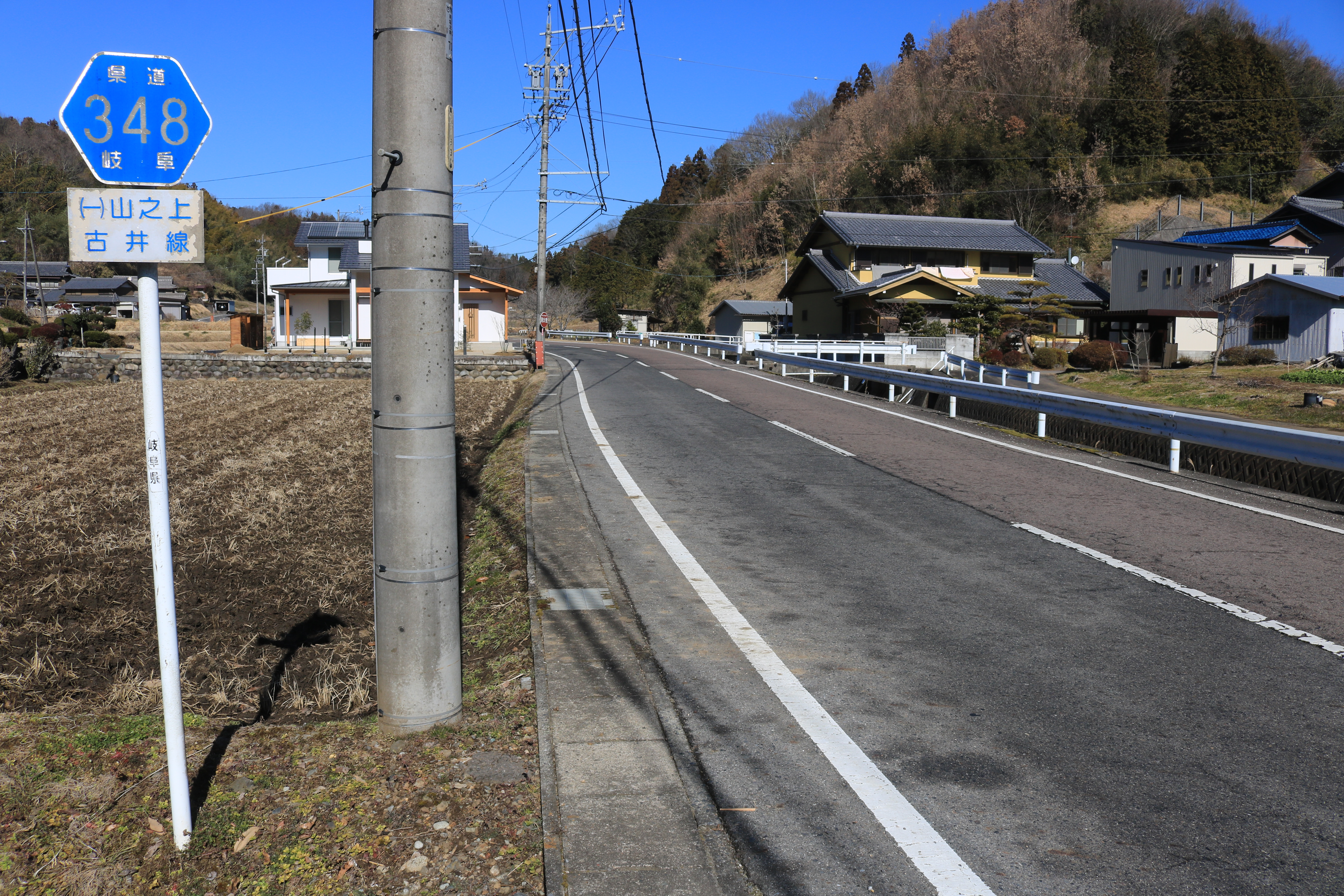
岐阜県道348号山之上古井線、美濃加茂市山之上町にて

岐阜県道348号山之上古井線（ぎふけんどう348ごう やまのうえこびせん）は、岐阜県美濃加茂市内を通る一般県道である。

## 概要

### 路線データ
- 起点：岐阜県美濃加茂市伊深町（岐阜県道97号富加七宗線交点）
- 終点：岐阜県美濃加茂市森山町3丁目（国道41号・岐阜県道350号野上古井線交点）

## 沿革
- 1977年（昭和52年）2月27日 ： 認定[1]

## 地理

### 通過する自治体
- 岐阜県
  - 美濃加茂市

### 接続する道路
- 岐阜県道97号富加七宗線（美濃加茂市伊深町地内）
- 国道41号（美濃加茂バイパス）（美濃加茂市山之上町地内で立体交差）
- 国道418号（山之上町中之番交差点）
- 岐阜県道371号美濃加茂川辺線（益田街道）・岐阜県道350号野上古井線（森山3丁目交差点）

### 周辺
- みのかも健康の森
- 美濃加茂市立山之上小学校
- 山之上郵便局
- JR高山本線 古井駅